# Jonathan Yego
Jonathan Kiptoo Yego (1976) is een Keniaanse marathonloper. Hij schreef verschillende marathons op zijn naam, zoals Brussel (2007) en Rome (2008).

## Persoonlijke records
| Onderdeel      | Prestatie | Datum           | Plaats |
| -------------- | --------- | --------------- | ------ |
| 20 km          | 58.56     | 22 januari 2016 | Dubai  |
| halve marathon | 1:02.16   | 22 januari 2016 | Dubai  |
| 25 km          | 1:13.59   | 22 januari 2016 | Dubai  |
| 30 km          | 1:29.14   | 22 januari 2016 | Dubai  |
| marathon       | 2:09.57   | 16 maart 2008   | Rome   |

## Palmares

### 10 km
- 2014: 14e Corrida de São Silvestre in Luanda - 30.07

### marathon
- 2005:  marathon van Dallas - 2:19.58
- 2006: 36e marathon van Nairobi - 2:20.30
- 2007:  marathon van Brussel - 2:12.16
- 2008:  marathon van Rome - 2:09.58
- 2008: 6e Toronto Waterfront Marathon - 2:13.22,8
- 2009: 11e marathon van Casablanca - 2:20.02
- 2010: 9e marathon van Wenen - 2:13.04
- 2010:  marathon van Hangzhou - 2:18.20
- 2011:  marathon van Düsseldorf - 2:13.49
- 2013: 4e marathon van Hannover - 2:13.49
- 2013: 12e marathon van Frankfurt - 2:12.17
- 2014:  marathon van Warschau - 2:10.58
- 2015: 22e marathon van Hongkong - 2:17.16
- 2015:  marathon van Casablanca - 2:10.31
- 2016: 16e marathon van Dubai - 2:13.59